# Marble Madness
Marble Madness (Japans: マーブルマッドネス) is een computerspel dat werd ontwikkeld door Atari Games. Het spel was eerst beschikbaar als arcadespel, maar kwam in 1986 beschikbaar voor een aantal homecomputers. Het speelveld wordt bij het actiespel isometrisch weergegeven. Het doel van het spel is om een knikker door een driedimensionaal doolhof te rollen en de finish te halen voordat de tijd op is.

## Ontvangst
| Beoordeeld door                | Platform           | Jaar | Score |
| ------------------------------ | ------------------ | ---- | ----- |
| The Video Game Critic          | NES                | 2003 | 100%  |
| Happy Computer                 | Amiga              | 1986 | 91%   |
| Computer and Video Games (CVG) | NES                | 1991 | 85%   |
| Tilt                           | Apple II           | 1987 | 80%   |
| Power Play                     | NES                | 1991 | 76%   |
| Power Play                     | Sega Mega Drive    | 1992 | 67%   |
| ASM (Aktueller Software Markt) | SEGA Master System | 1992 | 67%   |
| Amiga Joker                    | Amiga              | 1991 | 64%   |
| Power Play                     | Game Gear          | 1992 | 59%   |
| Power Play                     | Atari ST           | 1987 | 40%   |

## Trivia
- Het spel is opgenomen in het boek 1001 Video Games You Must Play Before You Die van Tony Mott.